# Mario Ruccione
Mario Renato Alberto Ruccione (Palermo, 18 ottobre 1911 – Roma, 15 gennaio 1969) è stato un compositore italiano.

## Biografia
Musicista, iniziò a comporre giovanissimo - il suo brano Tango madrileno, lanciata da Gabrè, risale al 1926 - e trasferitosi successivamente a Roma cominciò a frequentare l'ambiente teatrale e cinematografico: affiancò così la composizione di colonne sonore all'attività di compositore di canzoni - nel corso della carriera ne scrisse ben 1500, su testi di autori come Giuseppe Micheli, Giuseppe Fiorelli, Michele Galdieri, Enzo Bonagura, Astro Mari e Antonio Pugliese - divenute famose per i loro toni cupi o trionfali, con messaggi strappalacrime o inneggianti al regime. Divenne a seguito di queste composizioni famosissimo ma accanto a canzoni d'attualità politica - La sagra di Giarabub per la campagna d'Africa, Camerata Richard, La canzone dei sommergibili, ecc., con Faccetta nera si guadagnò addirittura l'appellativo di compositore del Regime fascista - scrisse anche teneri e famosissimi brani d'amore, come  Serenata celeste, Villa triste - portate al successo tra gli anni quaranta e cinquanta da Luciano Tajoli e da Oscar Carboni - e la celeberrima Vecchia Roma scritta con Luciano Luigi Martelli e portata al successo da Claudio Villa. 

Mario Ruccione al centro con Nunzio Gallo e Claudio Villa premiato per la canzone Corde della mia chitarra a Sanremo nel 1957

Negli anni cinquanta proseguì l'attività arrivando al Festival di Sanremo prima quarto con Madonna delle rose cantata da Carboni nel 1952, vincendo poi la competizione canora ligure nel 1955 con Buongiorno tristezza cantata da Claudio Villa e Tullio Pane, bissando poi il successo con Corde della mia chitarra nel 1957 ancora eseguita da Villa in coppia con Nunzio Gallo. Arrivò inoltre terzo nel 1954 con il brano E la barca tornò sola che venne cantata da Gino Latilla e Franco Ricci, in seguito parodiata da Renato Carosone e  dal Quartetto Cetra.

## Le canzoni

Mario Ruccione al piano, Romolo Balzani e Anna Magnani ne L'ultima carrozzella

- Bianco Padre, inno dell'Azione cattolica
- Serenata a Maria
- Lungotevere
- Chitarratella
- E zitto amore
- Roma forestiera
- Fontanella romana
- Carrettiere romano
- Vecchia Roma
- Faccetta nera
- La sagra di Giarabub
- La canzone dei sommergibili
- Come folgore dal cielo
- 'Sono innamorato
- Yo te quiero
- Tango madrileno
- Sotto il cielo dell'Avana
- Una notte con le stelle e con te
- Villa triste
- Popolanella
- Un pianoforte suonava
- Camerata Richard
- Tre fontane
- Serenata celeste
- Vecchia montevarchi
- ...E la barca tornò sola
- Buongiorno tristezza
- Mia cara Napoli
- Albero caduto
- Madonna delle rose
- Corde della mia chitarra
- Vecchia Firenze

## Filmografia
- Mare di Mario Baffico (1940) canzone
- La prigione, regia di Ferruccio Cerio (1944), musiche